# Adenomera nanus
Adenomera nanus е вид жаба от семейство Жаби свирци (Leptodactylidae). Видът не е застрашен от изчезване.

## Разпространение
Разпространен е в Бразилия (Санта Катарина).

## Описание
Популацията на вида е стабилна.